# Prix Capuran
Le prix Capuran, de la fondation du même nom, est un ancien prix triennal de l'Académie française, créé en 1895 et « décerné au meilleur poème écrit sur un sujet moral ou religieux, ou à toute pièce de théâtre pouvant servir à l’amélioration de la jeunesse ».

## Liste des lauréats
- 1899 : Léonce Depont (1862-1913) pour Sérénités
- 1902 : 
  - Émile Fabre pour La vie publique
  - Yann Nibor, dit Albert Robin (1857-1947) pour Poésies populaires
- 1905 : 
  - Louis Le Cardonnel pour Poèmes
  - Charles Segard
  - Émile Trolliet
- 1908 : 
  - Théodore Botrel pour Notre-Dame-Guesclin
  - Juliette de Wils pour Bayard
  - Eugénie Houchard pour Estelle
- 1911 : 
  - Marie Bellier-Klecker pour Théâtre du jeune âge
  - A. Bentz pour Chants français et chrétiens
  - Louis Mercier pour Lazare le Ressuscité
  - Achille Millien pour L’heure du couvre feu
- 1914 : Jacques des Gachons
- 1917 : 
  - André Rivoire pour L’humble offrande
  - Marius Touron pour Glanes et copeaux
- 1920 : 
  - Charles de Saint-Cyr (1875-1940) pour Complaintes poèmes suivis de Noël
  - Joseph-Émile Poirier (1875-1939) pour Plus haut que soi-même
- 1923 : 
  - Marie Diemer pour Sainte Geneviève
  - Albert Marchon (1897-1970) pour Sous le signe de la Vierge
- 1926 : Marc Leclerc
- 1929 : 
  - Suzanne Buchot pour Quand se penchent les lys
  - Madeleine de Lanartic pour Nouvelles oraisons
  - Marie-Louise Dromart pour Sur mes pipeaux fleuris
- 1932 : 
  - Yvonne Estienne pour Ça suit
  - Germain Trézel (1877-1946) pour La tunique de Nessus
- 1935 : 
  - Pierre Dumaine pour Louise de Bettignies, pièce en trois actes
  - Lionel Nastorg pour Une histoire d’amour
  - Émile Roudié (1877-1953) pour Souvereine
- 1938 : Cita (Vandaele) Malard et Suzanne Malard pour Le Dieu vivant
- 1941 : Robert Pelée de Saint-Maurice pour Alexis
- 1950 : Robert Morche
- 1954 : Maurice Gervais pour La couronne de Stratonice Héliogabale
- 1956 : Pierre Pineau pour Ceux qui rachètent
- 1962 : Louis Geandreau et Léon Guillot de Saix pour Narcisse
- 1968 : Florette Morand pour Feu de brousse
- 1971 : 
  - Alice Cluchier (1899-1987) pour Du vitrail à la lumière
  - Alain Frontier pour Royauté
- 1974 : Charles Dhers pour Arant, navigant
- 1977 : 
  - Marc Baron pour Que la transparence nous vienne
  - Marcel Boucard pour Est-ce vrai ?
- 1980 : Jean Vuaillat pour Mariales et signets pour Noël
- 1984 : 
  - Maria Antonia Alexandra pour Vie religieuse
  - Geneviève Bo pour Poèmes : Requiem, Visages, Bestiaire, Sourires
  - Henry de Julliot pour Cantate pour une mère
- 1987 : Maurice Courant et Anonyme pour Dons[2]